# Operatie Compass
Operatie Compass was een militaire operatie tijdens de Tweede Wereldoorlog. Het was de eerste grote geallieerde operatie in Noord-Afrika. Strijdkrachten van het Verenigd Koninkrijk en het Britse Gemenebest namen het op tegen een groot Italiaans leger van december 1940 tot februari 1941. De operatie werd een groot succes: de Italianen werden vanuit Egypte teruggedrongen tot halfweg Libië en 150.000 Italianen werden gevangengenomen, terwijl duizenden stukken tanks, artillerie, vliegtuigen en voertuigen werden vernietigd, terwijl de geallieerden nauwelijks verliezen leden.

## Voorgeschiedenis
Het was pas op 10 juni 1940, enkele weken na de Duitse aanval op het Westen, dat Italië de oorlog verklaarde aan Frankrijk en het Verenigd Koninkrijk. Hoewel de Duitse overwinning op dat moment zo goed als zeker was, bleken de Franse bergtroepen in het grensgebied tussen Italië en Frankrijk te sterk voor de slecht uitgeruste Italiaanse soldaten. Dit deerde Mussolini echter niet: zijn blik was gericht op het Middellandse Zeegebied, waar hij opnieuw het oude Romeinse Rijk wou doen herrijzen. De Italiaanse eenheden zouden paraderen tussen de piramides.
De Italianen moesten voor hun plannen in Noord-Afrika niet rekenen op de hulp van de Duitsers, maar op het eerste gezicht zouden ze ook geen hulp nodig hebben. Op vlak van materieel en manschappen waren de Italianen ver in de meerderheid. De Britten had echter meer ervaring in de woestijn, een voordeel dat in een dergelijke omgeving niet te versmaden is. Dit werd beseft door maarschalk Italo Balbo, die opdracht kreeg van Mussolini om een aanval voor te bereiden op Egypte, en zo Libië en de Italiaanse kolonies in Oost-Afrika te verenigen. Balbo probeerde echter op alle mogelijke manieren de aanval uit te stellen.
Balbo werd echter neergeschoten door de Italiaanse luchtafweer (hoewel de officiële uitleg een zandstorm was), en werd opgevolgd door maarschalk Rodolfo Graziani. Ook hij stond afkerig tegenover de plannen van Mussolini en wist de aanval uit te stellen.

### Britse plaagstoten
Terwijl de Italianen hun aanval maar bleven uitstellen, beperkten de Britten zich tot het uitzenden van patrouilles en een ‘hit-and-run’-tactiek. De Britten beschikten immers niet over voldoende troepen om zelf al een aanval op poten te zetten: Frankrijk was net verslagen, de evacuatie van Duinkerke was pas voltooid en een Duitse invasie van Engeland leek erg waarschijnlijk. In Noord-Afrika moesten de Britse troepen zich dus zien te redden met wat ze hadden.
En dat deden ze ook: in juni 1940 begonnen gepantserde wagens van de 11e Hussars en onder bevel van luitenant-kolonel John Combe met kleine prikjes tegen de Italiaanse linies. In een paar dagen werden zeventig Italianen gevangengenomen zonder ook maar een slachtoffer te moeten betreuren. Aangemoedigd door deze plannen vielen de Britten de forten Capuzzo en Maddalena aan en namen ze in zonder bloedvergieten op 14 juni. Twee dagen later ontdekten gepantserde eenheden onder bevel van Combe een Italiaans konvooi met infanterie. De Italiaanse infanterie vormde een vierkant, alsof ze tegen nomadische stammen ten strijde trokken. De Britse tanks vernietigden de formatie en honderd Italianen werden gevangengenomen. Deze plaagstoten bleven aanhouden tot eind juli, toen de Italianen te erg in de meerderheid waren om een dergelijke tactiek vol te houden.

## De Italiaanse aanval
Op 13 september 1940 was het eindelijk zo ver: maarschalk Graziani beval zijn troepen de Egyptische grens over te trekken. Vier infanteriedivisies en acht tankbataljons trokken bij Sollum over de grens. De Britten die bij Sollum slechts drie infanteriebataljons en een tankbataljon hadden, trokken zich langzaam terug, terwijl de Britse infanterie de Italianen in het open terrein gevoelige verliezen toebracht.
Enkele dagen na het begin van de aanval bereikten de Italianen Sidi Barrani en hielden daar halt. Op dat moment hadden ze 95 km afgelegd. Graziani besloot om de linies te stabiliseren, reservetroepen en voorraden te laten aanrukken en een weg aan te leggen om de verbindingen te vergemakkelijken. De Italianen legden een gordel van versterkte kampen aan vanaf Sidi Barrani tot aan Bir Enba, ongeveer 30 km naar het zuiden. Deze kampen waren echter niet met elkaar verbonden, en dit zou uiteindelijk een grote fout blijken.
Hoewel Mussolini aandrong op een voortzetting van het offensief, zou dat er niet meer van komen. Zeker toen de Italianen vanuit Albanië Griekenland binnenvielen, zat een tweede aanval er niet meer in: doordat de Grieken de Italianen terugdreven, moesten de versterkingen voor Noord-Afrika ingezet worden in Griekenland.

## Operatie Compass

### De Slag bijMarmarica
Sinds september 1940 hadden de Britten gestaag hun troepenmacht in Noord-Afrika opgebouwd, hoewel dit niet erg vlot ging: alle aangevoerde troepen moesten de lange weg rond Afrika ondernemen, langs Kaap de Goede Hoop, omdat de Middellandse Zee te gevaarlijk was met de Italiaanse vloot. Ook de troepen die afgestaan moesten worden voor de verdediging van Griekenland wogen op de algemene sterkte van de Britse krijgsmacht.
De Britse luitenant-generaals Richard O'Connor en Henry Wilson slaagden er echter in een plan te ontwikkelen dat, zoals opperbevelhebber Archibald Wavell wenste, gebaseerd was op de mobiliteit van de Britse eenheden en op de immobiliteit van de Italiaanse. De Britse stellingen lagen op een 100 km van de Italiaanse stellingen bij Sidi Barrani. De Britten wilden met de Britse 7e Tankdivisie en de Indische 4e Divisie deze 100 km dwars door de woestijn afleggen in twee of drie nachten, en vervolgens de Italiaanse kampen aanvallen in de rug. Tegelijkertijd zou Selby Force, een gevechtsgroep van het Britse garnizoen in Mersa Matruh, de Italianen frontaal aanvallen.
Van 6 tot 9 december verzamelden de Britse eenheden zich op de afgesproken plaatsen. In de vroege morgen van 9 december gingen de Britten in de aanval. Tegen 10:00 was het grootste Italiaanse kamp Nibeiwa, dat verdedigd werd met een borstwering van zand die nutteloos was tegen tanks, onder de voet gelopen. De andere grote kampen, Tummar West en Oost, werden in de middag van 9 december en de ochtend van 10 december uitgeschakeld. Ondertussen hadden onderdelen van de 7e Tankdivisie de kustweg in de rug van de Italianen afgesloten. Toen 11 december aanbrak was het duidelijk dat de Italianen volkomen overrompeld waren en Graziani gaf bevel terug te trekken op de lijn Halfayo-Sollum-Capuzzo. Dit bevel kwam voor het grootste deel van de Italianen echter te laat: de meesten werden gevangengenomen door de Britten, en zij die niet gevangen werden genomen werden tijdens hun terugtocht voortdurend bestookt door de Royal Navy en de RAF.
De eerste fase van Operatie Compass was voorbij, en de Britten hadden 624 doden, gewonden en vermisten te betreuren. Daartegenover stonden echter de massale verliezen van de Italianen: vijf volledige divisies waren vernietigd, samen met 237 kanonnen en 73 tanks. De Italianen werden over de Egyptische grens gejaagd, maar hielden op bevel van Mussolini halt bij Bardia en groeven zich daar in.

### Bardia
Hoewel de Britten een grote overwinning hadden behaald en hadden moeten doorgaan op hun elan, kwam er slecht nieuws vanuit Londen. Het War Office had bevolen om de Indische 4e Divisie naar de Soedan te sturen, uit vrees voor aanvallen van de Italiaanse strijdkrachten in Abessenië. Deze ervaren divisie werd vervangen door de onervaren Australische 4e Divisie.
Niettemin bereikten de Britten op 18 december Bardia, nadat de 4e Tankbrigade en de 11e Hussars het achterland hadden schoongeveegd, en begonnen met een beleg. Bardia had, net als Tobroek, sterke verdedigingswerken: een tankgracht die bijna helemaal rond het stadje liep, en kazematten die elk hun eigen tankgracht hadden en volledig omringd waren door prikkeldraad. In afwachting van de Australische 4e Divisie groeven de Britten zich in, terwijl Bardia bestookt werd door de marine en de luchtmacht. Luitenant-generaal O’Connor beval een plan te ontwikkelen om de Matilda II-tanks en de zware artillerie zo goed mogelijk in te zetten.
De Australiërs zouden de aanval openen na een bombardement van 25 minuten. Op 3 januari 1941 ging de aanval van start, en de eerste linie werd snel door de Australiërs veroverd met behulp van bangalore-torpedo’s. Nadat de Australiërs een weg doorheen de antitanklinies hadden gebaand, rolden de Matilda-tanks naar binnen en rolden de rest van de verdedigingslinie op, hoewel er zware tegenstand werd geboden en de Italiaanse artillerie vocht tot de laatste man. Op 5 januari waren de gevechten voorbij: 45.000 Italianen waren gevangengenomen en 460 kanonnen buitgemaakt, samen met grote hoeveelheden voorraden. Ook 127 lichte en middelzware tanks en meer dan 700 voertuigen vielen in Britse handen. En nog was de Britse opmars niet voorbij: het ging verder richting Tobroek.

### Tobroek
Op 8 januari bereikten de eerste Britse eenheden Tobroek, een zwaar versterkte havenstad met een garnizoen van 32.000 man. De Britse troepen legden opnieuw een cordon aan rond de stad en begonnen gevechtspatrouilles uit te sturen, die echter een redelijk aantal slachtoffers opleverden vanwege Italiaanse boobytraps. De aanval zou ongeveer gelijkaardig verlopen als die op Bardia, met de Australiërs die de weg zouden vrijmaken voor de tanks.

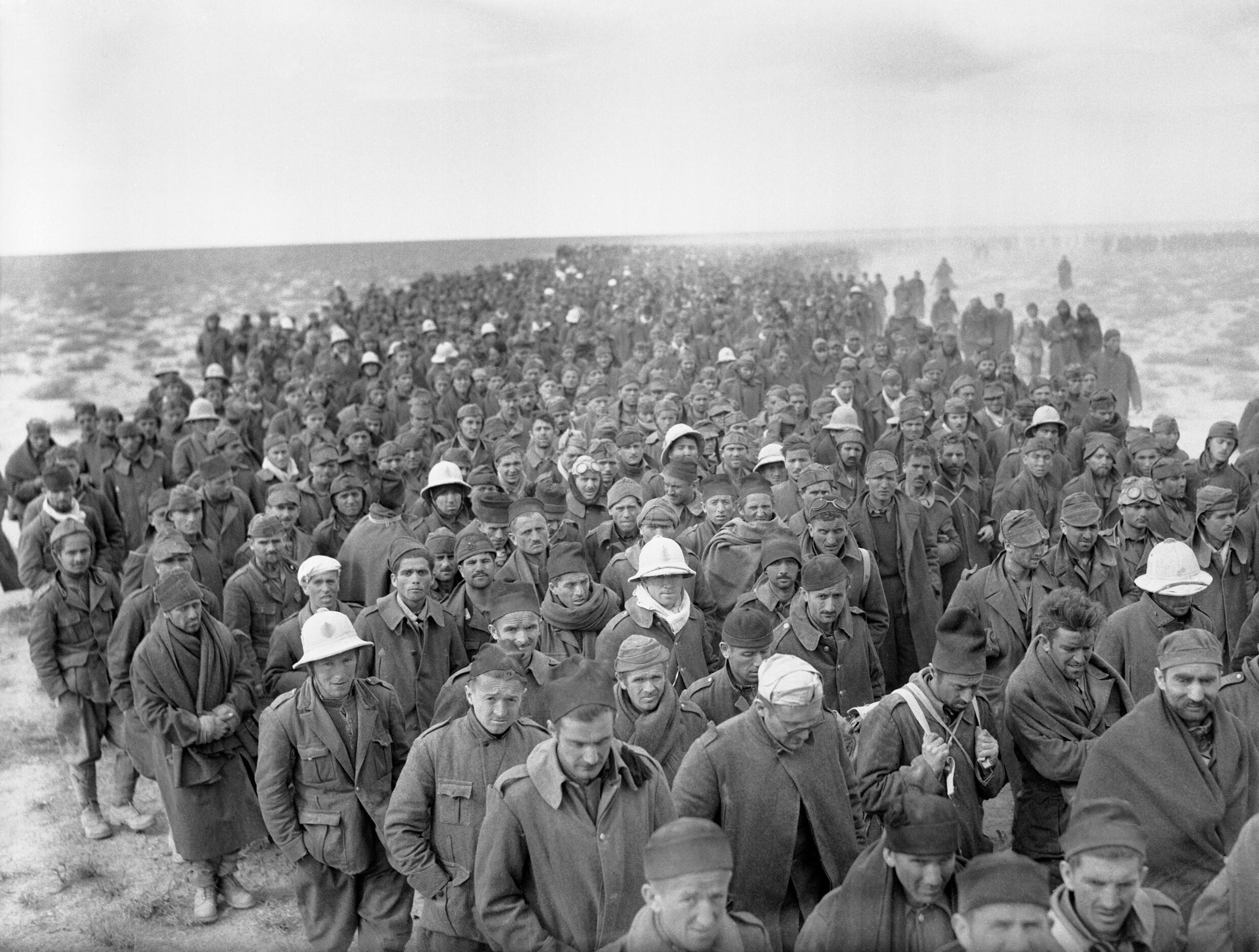
Gevangengenomen Italianen

De aanval werd uitgesteld tot 21 januari, om zo veel mogelijk Matilda’s vrij te maken voor de operatie. Opnieuw werd voor de eerste aanvalsgolf een bombardement uitgevoerd door Wellington en Blenheim bommenwerpers en schepen van de Royal Navy. Nadat de genie de prikkeldraad uit de weg had geruimd, rukten de Australiërs snel op. Na korte tijd werd reeds het hoofdkwartier van de verdedigingssector ingenomen. Nadat het 8e Bataljon enige tijd werd opgehouden door ingegraven Italiaanse tanks, ging het verder richting het Italiaanse korpshoofdkwartier, dat eveneens snel werd ingenomen. De Britten en Australiërs gingen dan verder de verdedigingslinie af, en de volgende dag, 22 januari, werd de genadeslag toegediend. Nadat het hoofdkwartier van de Italiaanse marine zich had overgegeven, hield georganiseerd verzet op te bestaan.
De slag om Tobroek was voorbij, en de Britten hadden 25.000 gevangenen gemaakt, 208 kanonnen en meer dan 200 voertuigen buitgemaakt. Zelf hadden ze 49 doden en 306 gewonden te betreuren.

### De weg naar het westen
Na de verovering van Tobroek werd Benghazi het nieuwe doelwit van de geallieerde opmars. Op 24 januari ontstond er een schermutseling tussen de Britse 4e Tankbrigade en een colonne Italiaanse middelzware tanks. Beide zijden leden ongeveer evenveel verliezen: negen Italiaanse tank voor zeven Britse. Ondertussen had de Australische 6e Divisie Maturba bereikt en namen daar het vliegveld in. Er werd een poging ondernomen om met een schaarbeweging vanuit het noorden (Maturba) en het zuiden (Mechili) Italiaanse legeronderdelen in te sluiten, maar de Italianen waren reeds in beweging en de Britten kwamen te laat. Wegens erge stortbuien werd een achtervolging opgegeven.
Langs de kustroute bleven de Australiërs oprukken en dreven de Italianen na zware gevechten uit Derna. Na Derna lag de Jebel Akhdar, een ruw, bergachtig land, maar het was noodzakelijk om erdoorheen te trekken en zo de druk op de Italianen hoog te houden. Dat was echter niet nodig: Graziani had reeds besloten om verder terug te trekken richting Tripoli. Britse verkenningsvliegtuigen wisten te weten te komen dat drie grote konvooien naar het zuiden trokken. Om deze eenheden nog tegen te houden, zou de Britse 7e Tankdivisie dwars door de woestijn moeten trekken, om zo de Italianen de pas af te snijden.

### De Slag bij Beda Fomm
Een voorhoede van de divisie, Combeforce, werd vooruit gestuurd en kwam net op tijd aan bij het plaatsje Beda Fomm om de Italianen de pas af te snijden. Vanaf 5 februari barstte de slag los, met grote colonnes verraste Italianen die wanhopig een weg naar het zuiden trachtten te zoeken. De Britten hielden echter, ondanks de enorme overmacht van de Italianen en een tekort aan munitie, elke doorbraakpoging tegen, hoewel soms maar ternauwernood.
Na drie dagen was ook deze slag echter een daverende Britse overwinning geworden. 20.000 Italianen werden gevangengenomen, 100 tanks vernietigd of veroverd. Het Italiaanse 10e Leger had praktisch opgehouden te bestaan. De slag bij Beda Fomm betekende het einde van Operatie Compass.

## Nabeschouwing
Aldus eindigde Operatie Compass, en het werd een ongelofelijke overwinning van de Britse troepen en de soldaten van het Gemenebest. De Italianen verloren bijna 120.000 manschappen, waarvan het overgrote deel krijgsgevangen genomen werd. Bovendien verloren de Italianen zo goed als hun volledige uitrusting.
De Britten konden echter niet verder oprukken. De aanvoerlijnen waren 1300 km lang geworden en de pas veroverde havens waren nog niet klaar voor gebruik. Bovendien waren de gemotoriseerde eenheden dringend aan herstellingen toe. Ondanks de enorme nederlaag, lag de weg naar een zege in Noord-Afrika zeker niet open voor de Britten. Het 10e Italiaanse Leger was weliswaar vernietigd, er lag nog een volledig Italiaans leger in Tripolitanië, dat in de tussentijd al haar posities had versterkt. Bovendien besloot het Britse opperbevel dat er diverse divisies van Noord-Afrika naar Griekenland werden overgebracht om daar het front te versterken.
Op 12 februari 1941 landde bovendien in Tripoli generaal Erwin Rommel, die het pas opgerichte Duitse Afrikakorps zou aanvoeren. Deze formatie was op bevel van Hitler opgericht om de Italianen in Afrika bij te staan, aangezien het niet langer ondenkbaar was dat de Britten ook de resterende Italiaanse eenheden onder de voet zouden lopen. Dit zou betekenen dat de Middellandse Zee voor een groot deel in handen van de geallieerden was en het Italiaanse leger dusdanig was verzwakt dat het nauwelijks in staat zou zijn het vasteland te verdedigen. In de loop van februari begonnen de eerste eenheden van het Afrikakorps te arriveren in Tripoli. Graziani werd vervangen door maarschalk Gariboldi, die van plan was te verdedigen wat er te verdedigen viel. Rommel negeerde de Italiaan echter en zou in de komende maanden met tactische sterke aanvallen de Britse successen ongedaan maken.